# Cossoninae

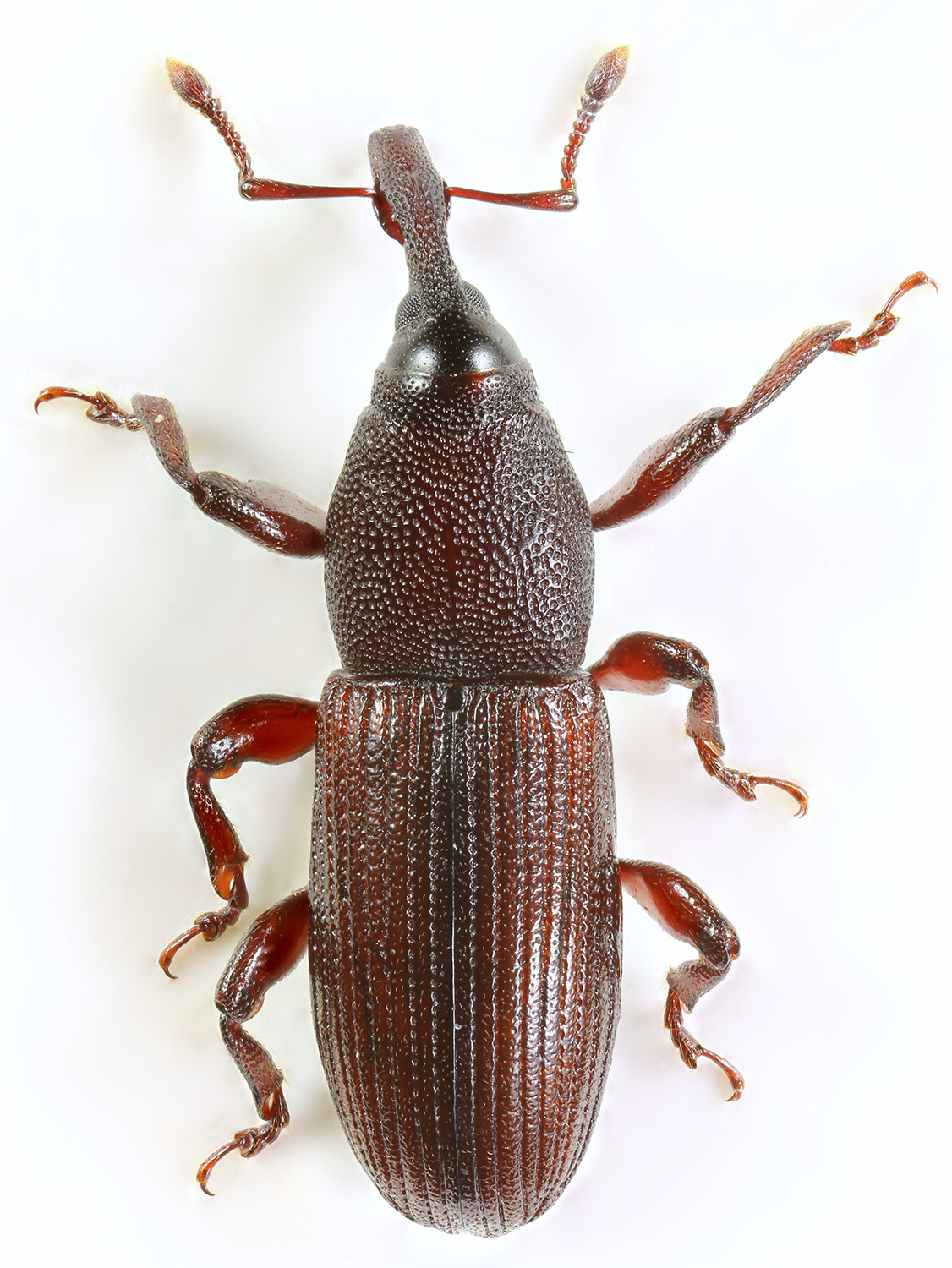
Rhopalomesites tardyi.

Cossoninae es una subfamilia de insectos coleópteros curculiónidos. 

## Ecología
La mayoría de los representantes de esta subfamilia son xilófagos. Tanto las larvas como los adultos, se alimentan de tejidos muertos de plantas: fanerógamas, coníferas y otras maderas, rara vez de agaves, de palmeras o helechos. Los imagos de algunos tipos viven entre la hojarasca del bosque. A veces se asocian con las hormigas.

## Descripción
Son pequeños escarabajos, en general de 2 a 7 mm de longitud, con un cuerpo alargado, la parte inferior del cual está cubierto con un pelo escaso y a rayas. A veces, las escamas son gruesas. El hocico es corto y ancho con pelos sensoriales, epistoma (a veces solo dos). Algunas especies tienen una cabeza cuyo tamaño se redujo durante la evolución. Las patas son cortas en la mayoría de los casos.

## Tribus
- Acamptini LeConte, 1876
- Acanthinomerini Voss, 1972
- Allomorphini Folwaczny, 1973
- Aphyllurini Voss, 1955
- Araucariini Kuschel, 1966
- Choerorhinini Folwaczny, 1973
- Cossonini Schönherr, 1825
- Cryptommatini Voss, 1972
- Dryotribini LeConte, 1876
- Microxylobiini Voss, 1972
- Nesiobiini Alonso-Zarazaga and Lyal, 1999
- Neumatorini Folwaczny, 1973
- Onychiini Chapuis, 1869
- Onycholipini Wollaston, 1873
- Pentarthrini Lacordaire, 1865
- Proecini Voss, 1956
- Pseudapotrepini Champion, 1909
- Rhyncolini Gistel, 1848
- Tapiromimini Voss, 1972